# Technikpaternalismus
Technikpaternalismus oder Technologiepaternalismus bezeichnet eine Form des Paternalismus, bei der technische Systeme und Algorithmen so gestaltet werden, dass sie das Verhalten von Nutzern in eine bestimmte, als vorteilhaft erachtete Richtung lenken oder einschränken. Dabei soll zum – mitunter vermeintlichen – Wohl der Nutzer in deren Handlungsfreiheit eingegriffen werden, ohne dass diese explizit zustimmen müssen.

## Konzept
Der Begriff wurde von den Informatikprofessoren Frank Pallas und Sarah Spiekermann geprägt, um auf die bevormundende Wirkung technischer Systeme hinzuweisen, die vorgeben, ihre Nutzer zu schützen. Technikpaternalismus äußert sich oft in Form von Empfehlungen, Warnungen oder sogar Verboten, die in technischen Systemen eingebaut sind. Ein Beispiel ist der Gurtwarner im Auto, der so lange piept, bis man sich angeschnallt hat.
Charakteristisch für den Technikpaternalismus ist, dass die Entscheidungsfreiheit der Nutzer eingeschränkt wird, indem technische Systeme häufig in „Null-Eins-“ oder „Ja/Nein-Mechanismen“ funktionieren. Dies kann problematisch werden, wenn den Nutzern keine andere Wahlmöglichkeit mehr bleibt.

## Anwendungsbereich
Technikpaternalismus findet in verschiedenen Bereichen Anwendung:
- Verkehr: Im Bereich des automatisierten und vernetzten Fahrens werden Fahrzeuge so programmiert, dass sie sich strikt an Verkehrsregeln halten, auch wenn dies möglicherweise den Wünschen der Insassen widerspricht.
- Gesundheit: Wearables und Gesundheits-Apps können Nutzer zu gesünderem Verhalten anregen, indem sie beispielsweise an regelmäßige Bewegung oder Medikamenteneinnahme erinnern.
- Datenschutz und Cybersicherheit: Voreingestellte Privatsphäre-Einstellungen in sozialen Medien oder automatische Sicherheitsupdates für Betriebssysteme sollen Nutzer vor Gefahren schützen.
- Öffentliche Sicherheit: Überwachungstechnologien wie Videoüberwachung (CCTV) oder Kennzeichenerkennung sollen die öffentliche Sicherheit erhöhen, werfen aber gleichzeitig Fragen nach Privatsphäre und individueller Freiheit auf.

## Kritik
Kritiker argumentieren, dass Technikpaternalismus die Autonomie der Nutzer untergräbt und zu einer schleichenden Bevormundung durch Technologie führen kann. Es wird befürchtet, dass undurchschaubare Algorithmen und Datenauswertungen zunehmend Entscheidungen für die Nutzer treffen, ohne dass diese die Grundlagen nachvollziehen können.
Befürworter hingegen sehen in einem maßvollen Einsatz paternalistischer Ansätze generell Chancen, komplexe Entscheidungen zu erleichtern und Selbstkontrollprobleme zu reduzieren.
Die ethische Diskussion um Technikpaternalismus berührt zentrale Fragen der Autonomie, Transparenz und des Datenschutzes. Es wird debattiert, inwieweit es ethisch vertretbar ist, die Entscheidungsfreiheit zugunsten vermeintlich besserer Ergebnisse einzuschränken.
2024 wurde das Konzept des Technikpaternalismus mit einem Big Brother Award in der Kategorie „Trend“ ausgezeichnet.
Für die Netzphilosophin Leena Simon ist Technikpaternalismus „die selbstverschuldete Rückkehr des Menschen in die Unmündigkeit“.

## Rechtliche Aspekte
Derzeit gibt es keine spezifischen Gesetze, die sich explizit mit Technikpaternalismus befassen. Stattdessen fallen technikpaternalistische Maßnahmen oft in den Bereich bestehender Regulierungen zu Datenschutz, Verbraucherschutz und Produktsicherheit.
Mögliche Regulierungsansätze könnten Transparenzpflichten, Möglichkeiten zur Nichtteilnahme und strengere Datenschutzbestimmungen umfassen. Die Herausforderung besteht darin, eine Balance zwischen technologischem Fortschritt, individueller Autonomie und gesellschaftlichem Wohl zu finden.